# Хрущ
Хрущ (Melolontha Fabricius, 1775) — рід твердокрилих комах з родини пластинчастовусі. В Європі трапляється 6 видів: Melolontha albida Frivaldszky 1835, Melolontha hippocastani Fabricius 1801, Melolontha melolontha Linnaeus 1758, Melolontha papposa Illiger 1803, Melolontha pectoralis Megerle 1812, Melolontha taygetana Rey 1999. В Україні поширений вид Хрущ травневий (Melolontha melolontha).

## Опис
Довжина тіла досягає від 5 до 30 мм, розмах крил не перевищує 4 см. 
Представники роду характеризуються досить великими розмірами до 31,5 мм, опуклим довгасто-овальним або ширшим овальним тілом, чорного або червоно-бурого забарвлення, здебільшого з червоно-бурими або жовто-бурими надкрилами, іноді зі слабким зеленуватим відливом на голові та передньоспинці, на боках 1-5 черевних стернітів з білими трикутними плямами з дрібних густих волосків, здебільшого великими й різкими, рідше - маленькими й не різкими. Тіло в густому невеликому або дрібному пунктируванні і дрібних прилеглих волосках або волосоподібних лусочках білуватого, жовтуватого або сіруватого забарвлення, завжди більш-менш густих (у екземплярів, що нещодавно вийшли з лялечки), іноді дуже густих, що приховують основне тло; голова і передньоспинка зазвичай вкриті більш довгими стирчалими волосками, здебільшого згущеними у поздовжні смуги; підкрила також нерідко мають розсіяні довгі стирчасті волоски. Останній членик щелепних щупиків подовжений, до вершини загострений, злегка вигнутий, зверху з вдавленням. Вусики 10-членикові з подовженим 3-м члеником, у самця з великою сильно зігнутою булавою, що складається з 7 однакових пластинок.
Щиток великий, напівовальний, гладкий, блискучий, іноді в більш-менш густому пунктируванні та дрібних волосках або лусочках. Надкрила подовжено-овальні, з 5 вузькими доволі сильними або слабкими ребрами, в проміжках у густому дрібному пунктирі та зморшках. Пігідій великий, похилий, трикутний або притуплений, витягнутий у відросток. У самців останній завжди краще розвинений, довгий, у самки завжди коротший.
Груди в густих і довгих жовтих волосках. Черевце, крім звичайних дрібних прилеглих волосків і лусочок, вкрите численними або рідкісними довгими волосками, іноді без них.
Ноги вкриті волосками, на стегнах довшими. Передні гомілки зовні з 2, рідше з 3 зубцями.

## Життєвий цикл

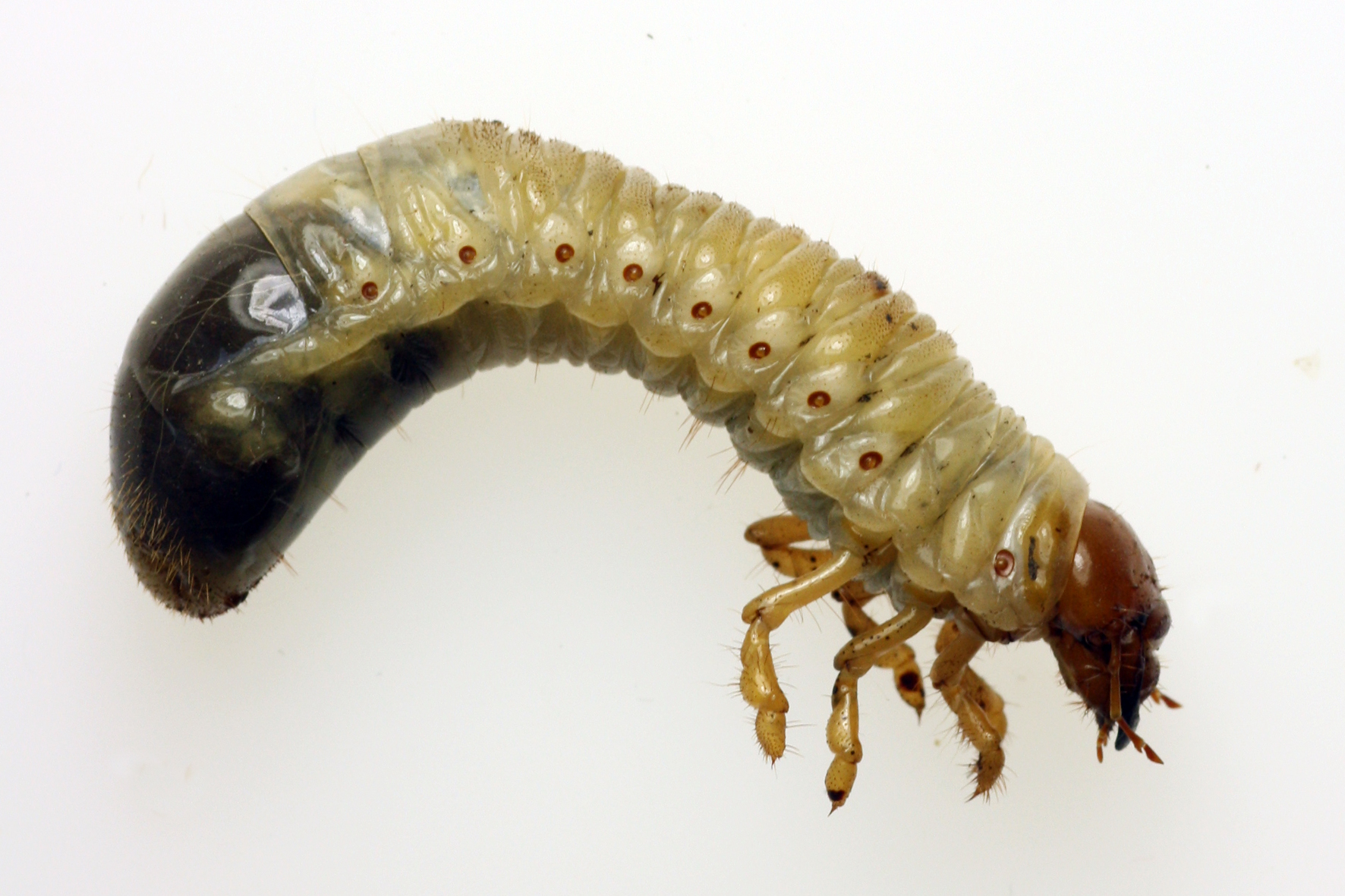
Личинка Хруща травневого західного

Личинки хрущів травневих відносяться до личинок гіпогнатного типу, з товстим, перегнутим на нижній бік тілом і трьома парами ніг. Голова блідо-жовтого, буро-жовтого або буро-червоного кольору, округла велика. Генерація 3-5 річна. Личинки живуть у ґрунті та харчуються корінням різних трав'янистих і деревних рослин, без вузької харчової спеціалізації.
Лялечка завжди в колисці, розміщеній у ґрунті на глибині 30-50 см. Належить до типу вільних лялечок. За формою схожа на дорослого жука, але має короткі крила, голова підігнута під груди. Забарвлення жовтувате. Фаза лялечки від 2 тижнів до місяця. Жук, що вийшов з лялечки восени або наприкінці літа, залишається в колисці до наступної весни.
Імаго харчуються листям деревної та чагарникової рослинності.

## Поширення та різноманіття
Види роду зустрічаються в Палеарктиці та Орієнтальній області. Описано понад 60 видів, більшість яких населяють території від Гімалаїв до Японії та Індокитаю.
Найстарший викопний представник роду Melolontha greithiana Heer 1847 датується олігоценом (33-23 млн років тому) та знайдений у вугільній шахті Грейт у кантоні Во в Швейцарії.

## Види
- Melolontha aceris Faldermann, 1835
- Melolontha afflicta Ballion, 1870
- Melolontha albida Frivaldszky, 1835
- Melolontha anita Reitter, 1902
- Melolontha argus Burmeister 1855
- Melolontha bifurcata (Brenske, 1896)
- Melolontha chinensis (Guerin, 1838)
- Melolontha ciliciensis Petrovitz
- Melolontha flabellata Sharp, 1876
- Melolontha frater Arrow, 1913
- Melolontha fuscotestacea Kraatz, 1887
- Melolontha guttigera Sharp, 1876
- Melolontha hippocastani Fabricius, 1801
- Melolontha incana Motschulsky, 1853
- Melolontha insulana Burmeister, 1939
- Melolontha japonica Burmeister, 1855
- Melolontha kraatzi Reitter 1906
- Melolontha melolontha (Linnaeus, 1758) — хрущ травневий західний
- Melolontha papposa Illiger, 1803
- Melolontha pectoralis Megerle von Mühlfeld, 1812
- Melolontha rubiginosa
- Melolontha rufocrassa Fairmaire, 1889
- Melolontha satsumaenis Niijima & Kinoshita
- Melolontha taygetana Rey, 1999
- Melolontha virescens Brenske, 1896

## Хрущ і людина
Окремі види часто завдають шкоди сільському господарству, бо поїдають багато листя молодих дерев, личинки хрущів (хробаки) поїдають бульби картоплі.
Використовується низка методів біологічної та хімічної боротьби з личинками хрущів.

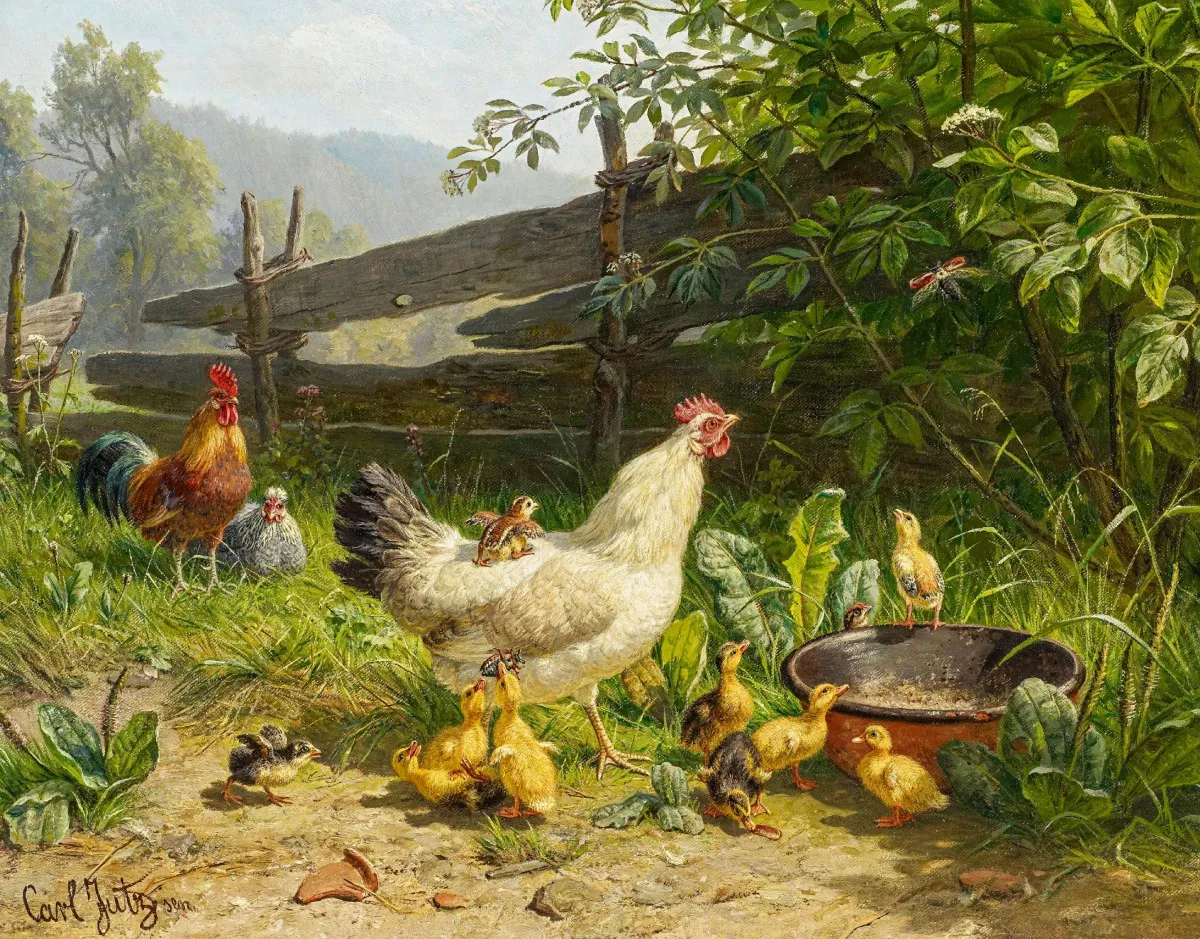
Курчата їдять хруща на картині Карла Ютца.

Деякі види перебувають під охороною.